# Jorge Alberto Riancho
Jorge Alberto Riancho (28 de noviembre de 1943, Mérida, Yucatán; †3 de junio de 1992, Ciudad de México) fue un locutor mexicano, Comenzó como locutor descansero en la emisora XENK radio 6.20; posteriormente pasó como locutor de la XEX (véase XEX-AM y XEX-FM), XEW y del canal 2 de Televisa. Falleció por enfisema pulmonar.

## Trayectoria

### Telenovelas
- Carrusel (1989) … Narrador de la carrera
- La pícara soñadora (telenovela) 1991... Él mismo.

### Programas de televisión (como actor)
- Video bar: show cómico musical (1989)

### Programas de televisión (como locutor)
- Noticiero ECO (1988) …. Locutor y conductor
- El Pirrurris Presenta (1988) .... Locutor (entrada)
- La carabina de Ambrosio (1978) .... Locutor (entrada y salida del programa y presentador de Mercado de lágrimas)
- Variedades de media noche (1977) …. Locutor (Independencia con vedettes)

### Radionovelas (XEW)
- Las gemelas

### Radionovelas (XEX)
Fantasías Infantiles (1976-1980)

### Comerciales de televisión
- Suavitel (1980)
- Fibras Destello (1984)
- Hot Wheels (1984)
- Nabisco (1985)
- Fuerza Viva (1986)
- Salinas & Rocha (1989)